# Монталдо Бормида
Монта̀лдо Бо̀рмида (на италиански: Montaldo Bormida; на пиемонтски: Montad Bormia, Монтад Бормия) е село и община в Северна Италия, провинция Алесандрия, регион Пиемонт. Разположено е на 334 m надморска височина. Населението на общината е 709 души (към 2010 г.).